# Ostrów (condado de Garwolin)
Ostrów ([ˈɔstruf]) es un pueblo del municipio (gmina) de Maciejowice, situado en el distrito (powiat) de Garwolin, en el voivodato de Mazovia, Polonia. Tiene una población estimada, a fines de 2023, de 114 habitantes.
Se encuentra en el distrito (Gmina) de Maciejowice, perteneciente al condado (Powiat) de Garwolin. Se encuentra aproximadamente a 11 km al noroeste de Maciejowice, 21 km al suroeste de Garwolin, y a 60 km al sureste de Varsovia.
Entre 1975 y 1998 perteneció al voivodato de Siedlce.